# Joseph-Siméon Valette
Joseph-Siméon Valette fue un político francés nacido el 13 de septiembre de 1736 en Tours (Indre-et-Loire) y fallecido el 2 de febrero de 1809 en el mismo lugar.

## Biografía
Comerciante en Tours, fue diputado del tercer estado a los Estados Generales de 1789 para la alguacilazgo de Touraine. Se sienta con la mayoría.